# José Apolonio Burgos
José Apolonio Burgos (ur. 9 lutego 1837 w Vigan, zm. 17 lutego 1872 w Manilii) – filipiński duchowny katolicki i pisarz.

## Życiorys
Syn hiszpańskiego wojskowego i Filipinki. Urodził się w Vigan w dzisiejszej prowincji Ilocos Sur, tam też odebrał podstawy edukacji. Wcześnie poczuł powołanie kapłańskie, karierę duchownego wybrał mimo sprzeciwu rodziców. Kształcił się w Colegio de San Juan de Letrán, następnie podjął studia na manilskim Universidad de Santo Tomás. Doktoryzował się z teologii (1868), trzy lata później również z prawa kanonicznego. Wyróżniał się znaczną inteligencją, uznawany był za jednego z najlepiej wykształconych kapłanów filipińskich. Piastował kolejno kilka funkcji kościelnych w Manili, był też mistrzem ceremonii macierzystego uniwersytetu.
Pozostawił po sobie szereg publikacji książkowych, nade wszystko skupionych na prozie, w tym Mare magnum (1851), Estado de Filipinas a la llegada de los españoles, Ñol Tasio y Tía Nila (1866), Estudios sobre la vida del filipino (1869), Ciencias y costumbres de los filipinos (1868). Znany z ostrej krytyki zarówno hiszpańskiej administracji, jak i ówczesnej organizacji kościelnej na archipelagu. Domagał się zwiększenia udziału rodzimego, filipińskiego kleru w życiu miejscowego kościoła. Jego aktywność, zwłaszcza zaś jej wyrazisty, nacjonalistyczny posmak zwróciła nań uwagę hiszpańskich władz kolonialnych, ostatecznie doprowadzając do oskarżenia go o podżeganie do buntu. Po pokazowym procesie skazany na śmierć i stracony, wraz z dwoma innymi księżmi, Mariano Gómezem i Jacinto Zamorą. Niedługo przed swoją egzekucją napisał pożegnalne przesłanie do rodaków, podkreślając w nim kluczowe znaczenie edukacji, zwłaszcza też wolnej od hiszpańskiej cenzury. Pochowany został, podobnie jak jego towarzysze, na manilskim cmentarzu Paco, tym samym, na którym przeszło dwie dekady później pogrzebano José Rizala.
Uznawany za jednego z pierwszych męczenników filipińskiego nacjonalizmu, odegrał znaczącą rolę w rodzącym się filipińskim ruchu niepodległościowym, tak przez swoje czyny, jak i jako inspiracja. Bliski przyjaciel i powiernik Paciano Rizala. Jego tragiczna śmierć była wstrząsem także dla José Rizala, co znalazło odzwierciedlenie w jego powieści El filibusterismo.
Upamiętniony w nazwach licznych miast w różnych regionach Filipin, w tym w prowincjach Ilocos Norte i La Union, jak również w Ilocos Sur, miejscu swego pochodzenia. Patronuje także wielu szkołom i ulicom w tym wyspiarskim kraju. W filipińskim filmie Bonifacio: Ang Unang Pangulo (2014) w rolę Burgosa wcielił się Isko Moreno. Gomburza, grupa filipińskich księży katolickich znana z działalności opozycyjnej wobec reżimu prezydenta Ferdinando Marcosa nawiązuje swą nazwą do nazwisk Burgosa i jego egzekucyjnych kompanów.